# Umay (déesse)
Ne doit pas être confondu avec Umay (homonymie).
Umay (ou Umai ; vieux turc : 𐰆𐰢𐰖 ; kazakh : Ұмай ана, Umay ana ; russe : Ума́й / Ымай, Umáj / Ymaj, turc : Umay (Ana)) est la déesse de la fertilité dans la mythologie turque et le tengrisme, et donc les femmes., les mères et les enfants C'est lié à. Umay est semblable aux déesses mères de la terre trouvées dans diverses autres religions.

## Étymologie
Cela signifie également etene (placenta). Dans les langues mongoles, umay signifie ventre et est apparenté à Umay . En Evenki, umuu- signifie pondre des œufs . Toujours en Evenki, Umuukta signifie œuf. Umaç signifie cible et vient de la racine espérer(ummak en turc). Le lien entre le mot Ummak et Umay n’est pas clair. Uma/Umat/Ubat en vieux turc signifie brûler, Omah/Umah en Toungouse et Umay en Yakut signifie foyer et révèle son lien avec le feu. Le mot Umay, l'un des mots turcs les plus anciens, est mentionné dans Divân-ı Lügati't-Türk comme « ce qui sort d'une femme après l'accouchement », ce qui correspond au mot placenta dans le ventre de la mère aujourd'hui. Umay, également mentionné dans les inscriptions de l'Orkhon, est un esprit de fertilité dans la mythologie turque et mongole et est le protecteur des femmes enceintes, des enfants nés et à naître et des jeunes animaux.

## Définition
Dans le tengrisme, elle est l'être religieux le plus important après Dieu. Dans les anciennes inscriptions turques, seul son nom est parfois mentionné à côté de Dieu. Les noms d’autres entités religieuses ne sont pas mentionnés dans les inscriptions anciennes. Lorsqu'un enfant est sur le point de naître, Umay arrive sur place et dépose une goutte du Lac de Lait dans le ciel sur les lèvres de l'enfant, lui donnant ainsi une âme et protégeant la mère et l'enfant pendant 3 jours. Le sourire de l'enfant signifie qu'Umay est avec l'enfant. Si Umay quitte l’enfant pendant une longue période, celui-ci tombera malade. Elle est appelée Imay Ece par le peuple Khakas et est représentée comme une dame délicate aux cheveux blancs. qu'elle veille sur l'humanité depuis un nuage rose. Il est connu sous le nom d' Aisisit par le peuple Yakoute vivant en Sibérie.